# Smile Empty Soul
Smile Empty Soul ist eine kalifornische Alternative-Rock-Band.
Mit dem Bandnamen Smile Empty Soul wollen die drei Kalifornier ausdrücken, dass viele Menschen auf den ersten Blick zwar glücklich zu sein scheinen, sich tatsächlich aber verloren und leer fühlen.

## Bandgeschichte

### Vor Smile Empty Soul
Bevor Ryan, Sean und Derek sich als Band zusammenschlossen, spielten sie teilweise in einer Band names Heckler's Veto. Aus dieser Zeit stammen auch die Songs Rain und Meaningless.

### Anfänge
Sean Danielsen, Ryan Martin und Derek Gledhill lernten sich in ihrer High-School-Zeit in der „Schlafzimmergemeinschaft“ von Santa Clarita, Kalifornien, kennen und gründeten 1999 die Band Smile Empty Soul.
Nach einigen kleineren Gigs in der Region von Los Angeles und der ersten aufgenommenen Demo wurde Todd Parker von ThroBack auf die Band aufmerksam. Der Kontakt verhalf den Jungs im Jahre 2001 zu einem Plattenvertrag mit Lava Records.
Mit Produzent John Lewis Parker ging das Trio dann Anfang 2003 ins Studio und produzierte das selbstbetitelte Debütalbum Smile Empty Soul. Es erreichte im März 2005 Goldstatus.

### Seit 2005
Im Mai 2005, bereits nachdem Anxiety fertig aufgenommen war, wurde Derek Gledhill aus der Band gekickt und durch Dominic Weir ersetzt. Derek selbst sagte, der Grund dafür sei gewesen, dass er einen anderen Stil verkörpert, als den, den man mit Smile Empty Soul zu verkörpern versucht. Er würde einfach nicht in die Band und dessen Konzept passen. Auf einem Konzert am 22. September 2005 im The Beaumont Club in Kansas City Missouri verkündete Sean Danielsen, dass ihr neues Album Anxiety nicht erscheinen wird. Dieser sagte auch, Zitat: „Lava Records sucks my ass“ (Übersetzung: „Lava Records kann mich am Arsch lecken“).
Damit war klar: Smile Empty Soul verließen ihr damaliges Label. Dieses übte einen zu starken Leistungsdruck auf die Band aus. In den Streitigkeiten ging es darum, dass Lava Records vehement dazu aufforderte, noch einmal einen ähnlichen Radiohit wie Bottom Of A Bottle zu schreiben. Die Band empfahl daher ihren Fans aufgrund des möglichen Nicht-Erscheinens des Albums, sich entweder eine der wenigen bereits gepressten Exemplare zu kaufen, oder es sich online aus dem Internet herunterzuladen. Denn letztendlich ginge es nur um die Musik.
Im Juni 2006 unterschrieben Smile Empty Soul einen Plattenvertrag mit BielerBros. Records, ihrem derzeitigen Independent-Label. Am 24. Oktober 2006 wurde ihr Album, Vultures (dt. Aasgeier), veröffentlicht. Am 29. Oktober 2008 wurde die Band von der Plattenfirma F.O.F./EMI unter Vertrag genommen, unter diesem Label ist auch ihr derzeit neustes Album „Consciousness“ am 25. August 2009 erschienen. Die erste Single aus diesem Album ist Don’t Ever Leave. Am 22. Mai 2012 wurde ihr Album, 3’s, veröffentlicht.
Inzwischen steht Smile Empty Soul bei eOne Music unter Vertrag, wo die Gruppe einen weltweit geltenden Plattenvertrag abgeschlossen hat.

## Diskografie

### Alben
- Smile Empty Soul (2003)
- Anxiety (2005)
- Vultures (2006)
- Consciousness (2009)
- 3’s (2012)
- Chemicals (2013)
- Rarities (2017)
- Oblivion (2018)
- Black Pilled (2021)

### Singles
Aus Smile Empty Soul
- Bottom of a Bottle (2004)
- Silhouettes (2004)
- Nowhere Kids (2004)

Aus Anxiety
- Don’t Need You (2005)

Aus Vultures
- The Hit (2006)
- Here’s to Another (2007)
- Adjustments (2007)

Aus 3’s
- Afterlife

Aus Chemicals
- False Alarm

### Soundtracks, auf denen SES vertreten sind
- The Punisher (mit Finding Myself)
- Spiderman 2 (mit Who I Am)

### Demos (Heckler’s Veto)
- Meaningless
- Rain

### Sampler, auf denen SES vertreten sind
- Jägermeister Music Tour 2005 (mit What’s Going Through My Head Right Now)
- Jägermeister Music Tour 2006 (mit Bright Side)